# Società Sportiva Sambenedettese 1967-1968
Questa voce raccoglie le informazioni riguardanti la Società Sportiva Sambenedettese nelle competizioni ufficiali della stagione 1967-1968.

## Rosa
| N. |                   | Ruolo | Calciatore          |
| -- | ----------------- | ----- | ------------------- |
|    | Italia (bandiera) | P     | Dante Bendin        |
|    | Italia (bandiera) | D     | Paolo Beni          |
|    | Italia (bandiera) | C     | Giancarlo Bianchini |
|    | Italia (bandiera) | C     | Luciano Bonfada     |
|    | Italia (bandiera) | C     | Marco Capecchi      |
|    | Italia (bandiera) | A     | Francesco Ciarapica |
|    | Italia (bandiera) | D     | Ivo Di Francesco    |
|    | Italia (bandiera) | D     | Romano Frigeri      |
|    | Italia (bandiera) | C     | Maurizio Marchini   |
|    | Italia (bandiera) | C     | Giorgio Olivieri    |

| N. |                   | Ruolo | Calciatore       |
| -- | ----------------- | ----- | ---------------- |
|    | Italia (bandiera) | A     | Achille Passoni  |
|    | Italia (bandiera) | A     | Luigi Peronace   |
|    | Italia (bandiera) | D     | Vincenzo Pilone  |
|    | Italia (bandiera) | A     | Valentino Pucci  |
|    | Italia (bandiera) | C     | Nicola Ripa      |
|    | Italia (bandiera) | C     | Giovanni Romani  |
|    | Italia (bandiera) | P     | Roberto Tancredi |
|    | Italia (bandiera) | A     | Nicola Traini    |
|    | Italia (bandiera) | A     | Giovanni Urban   |
|    | Italia (bandiera) | C     | Giuseppe Valà    |